# Koerta (gemeente)
De gemeente Koerta (Georgisch: ქურთის მუნიციპალიტეტი, Koertis munitsipaliteti) is een zogeheten 'Tijdelijke Administratief-Territoriale Eenheid' in het noorden van Georgië en is gelegen in de feitelijk afgescheiden republiek Zuid-Ossetië. De gemeente valt formeel onder de 'Provisionele Territoriale Eenheid Zuid-Ossetië' en het door de centrale Georgische autoriteiten erkende interim-bestuur over Zuid-Ossetië, de Zuid-Osseetse Administratie. Het werd geïntroduceerd ten behoeve van het lokaal bestuur over de (etnisch Georgische) dorpen waar Georgië in het gebied toen nog gezag over had. Het gebied staat sinds 2008 feitelijk geheel onder controle van de separatistische autoriteiten.

## Achtergrond
Met het opheffen van de Zuid-Ossetische autonomie in 1990 werd het district Tschinvali in april 1991 opgeheven en aan Gori toegevoegd. Dit leverde op den duur problemen op met het lokale bestuur toen in 1992 de republiek Zuid-Ossetië werd uitgeroepen en het conflict met de Zuid-Osseten bleef voortduren.

### Tijdelijke territoriale eenheid
Met de hervormingen van het lokaal bestuur in 2006, toen de Georgische districten werden omgezet naar gemeenten (municipaliteiten), werden er Tijdelijke Administratief-Territoriale Eenheden opgericht in delen van Zuid-Ossetië waar Georgië na de burgeroorlog in 1991-1992 het gezag nog over had (vooral etnisch Georgische dorpen). Zo werd het voormalige Zuid-Osseetse district Tschinvali weer van Gori gescheiden en in twee nieuwe gemeenten gesplitst: Koerta en Eredvi. Voor de Zuid-Osseten bestaat het (rurale) district Tschinvali nog steeds.
Deze tijdelijke territoriale eenheden werden in mei 2007 onder een overkoepelend door Tbilisi erkend interim gezag over Zuid-Ossetië geplaatst, de Zuid-Ossetische Administratie. Voor de gemeentelijke verkiezingen van 5 oktober 2006 werd de gemeenteraad op 14 zetels gezet. Dit was de eerste en laatste keer dat voor deze gemeente een gemeenteraad (sakreboelo) werd gekozen.
Als gevolg van de oorlog in 2008 verloor Tbilisi het laatste stuk controle over Zuid-Ossetië, en dus ook over Koerta, waarmee deze bestuurlijke indeling vooral een papieren kwestie is geworden. De Zuid-Ossetische Administratie behartigt sindsdien in ballingschap vanuit Tbilisi voornamelijk de belangen van de Georgische vluchtelingen die in enkele tientallen speciale nederzettingen in de omgeving van Zuid-Ossetië en andere delen van Georgië wonen. Deze dorpen liggen weliswaar in andere Georgisch bestuurde gemeenten maar vallen formeel de verantwoordelijkheid van de Tijdelijke Administratief-Territoriale Eenheden. Georgië beschouwt het gebied door Rusland bezet.

## Administratieve onderverdeling
De tijdelijke gemeente Koerta werd op 6 december 2006 geregistreerd met 10 dorpen die elk afzonderlijke administratieve deeleenheden waren. De tien dorpen waren Atsjabeti, Cheiti, Dzartsemi, Goedzjabaoeri, Kechvi, Kemerti, Koerta, Monasteri, Sveri en Tamarasjeni. Het dorp Goedzjabaoeri werd feitelijk niet gecontroleerd door de Georgische gemeente.

## Oorlog 2008

Tot 2008 Georgisch gecontroleerde dorpen.

De Georgisch gecontroleerde en bevolkte delen van Koerta lagen voornamelijk direct ten noorden van de Zuid-Osseetse hoofdstad Tschinvali, in het stroomdal van de rivier Grote Liachvi (Didi Liachvi). De belangrijke en centrale hoofdweg door Zuid-Ossetië, de Transkam, loopt door Koerta. Deze factoren maakten het gebied en de strategische heuvels aan de oostzijde van Koerta een centrum van escalatie in de maanden voor de oorlog. Zowel Georgische ordetroepen als Zuid-Osseetse milities beschoten elkaar in de proloog naar de oorlog, waarbij Georgische dorpen zoals Tamarasjeni regelmatig doelwit waren.
Ook de verbindingsweg Eredvi-Cheiti over de Goedisi-bergrug, die de Georgisch bevolkte Koerta en Eredvi gemeenschappen met elkaar verbond, was regelmatig doelwit van aanslagen op Georgische konvooien. De aanhoudende beschietingen op 7 augustus 2008 op Georgisch bevolkte dorpen na de Georgische oproep tot staakt-het-vuren, waren uiteindelijk de aanleiding tot het Georgische offensief dat als start van de oorlog wordt gezien.

### Etnische zuivering
Internationale onderzoekers zagen vlak na de oorlog systematische plundering en vernietiging in alle Georgisch bevolkte dorpen in de Didi Liachvi riviervallei ten noorden van Tschinvali. Aanklagers van het Internationaal Strafhof stelden dat deze stelselmatige vernietiging het doel had "de etnische Georgiërs met geweld van het grondgebied van Zuid-Ossetië te verdrijven", en gebeurde nadat het staakt-het-vuren op 12 augustus 2008 was overeengekomen in opdracht van het leiderschap van Zuid-Ossetië.
In totaal zouden 3.050 woningen in de gemeente Koerta die aan etnische Georgiërs toebehoorden onbewoonbaar zijn gemaakt. Acht dorpen in Koerta die onder Georgisch gezag stonden werden deels of geheel vernietigd onder het toeziend oog van Russische troepen. Het Georgische ministerie van Binnenlandse Ontheemden uit de Bezette Gebieden en Vluchtelingen stelde in 2014 dat er 7.676 ontheemden zijn uit de gemeente Koerta.
Op de plek van de dorpen Kemerti en Dzartsemi, op de linkeroever van de Didi Liachvi, is een groot militair oefenterrein gekomen ten behoeve van de gezamenlijke Russische en Zuid-Osseetse strijdkrachten.

## Demografie
Volgens de laatste Georgische volkstelling die in het gebied is gehouden (2002) hadden de Georgisch gecontroleerde dorpen die in 2006 de gemeente Koerta vormden 7.323 inwoners, met een dominant etnisch Georgische samenstelling. In 1923, een jaar na de vorming van de Zuid-Ossetische Autonome Oblast, kenden deze dorpen een mono-etnisch Georgisch karakter. In de Sovjet-periode is dat in sommige dorpen verschoven, maar de burgeroorlog in 1991-1992 verscherpte de tweedeling van gemeenschappen. Osseten werden uit Georgische dorpen verdreven en vice versa. Het gemengde Goedzjabaoeri raakte het Georgische bevolkingsdeel kwijt en viel feitelijk buiten Georgische controle. Het is een buitenwijk van Tschinvali geworden.
| Nederzettingen                                                                       | Nederzettingen  | 1923     | 1923      | 1989     | 1989      | 2002     | 2002      | 2015     |
| Nederzettingen                                                                       | Nederzettingen  | Inwoners | Georgisch | Inwoners | Georgisch | Inwoners | Georgisch | Inwoners |
| ------------------------------------------------------------------------------------ | --------------- | -------- | --------- | -------- | --------- | -------- | --------- | -------- |
| Gemeente Koerta                                                                      | Gemeente Koerta |          |           |          |           | 7.323    | 94 %      |          |
| Koerta                                                                               | ქურთა           | 488      | 96 %      | 1.102    | 78 %      | 1.124    | 93 %      | 0        |
| Tamarasjeni                                                                          | თამარაშენი      | 321      | 95 %      | 1.166    | 63 %      | 960      | 91 %      | 0        |
| Kvemo Atsjabeti                                                                      | ქვემო აჩაბეთი   | 280      | 100 %     | 669      | 95 %      | 574      | 92 %      | 0        |
| Zemo Atsjabeti                                                                       | ზემო აჩაბეთი    | 253      | 91 %      | 601      | 94 %      | 860      | 95 %      | 0        |
| Cheiti                                                                               | ხეითი           | 1.035    | 94 %      | 378      | 75 %      | 807      | 95 %      | 36       |
| Dzartsemi                                                                            | ძარწემი         | 602      | 90 %      | 552      | 98 %      | 650      | 96 %      | 0        |
| Kechvi                                                                               | კეხვი           | 559      | 99 %      | 1.104    | 92 %      | 1.177    | 96 %      | 0        |
| Kemerti                                                                              | ქემერტი         | 536      | 99 %      | 845      | 97 %      | 1.007    | 97 %      | 0        |
| (Zemo) Monasteri                                                                     | მონასტერი       | 166      | 36 %      | 55       | 44 %      | 48       | 54 %      | 36       |
| Sveri                                                                                | სვერი           | 75       | 95 %      | 101      | 60 %      | 116      | 84 %      | 33       |
| Goedzjabaoeri                                                                        | გუჯაბაური       | 206      | 100 %     | 1.070    | 48 %      | -        | -         | 894      |
| Verantwoording data: 1923, 1989, volkstelling 2002, Zuid-Osseetse volkstelling 2015. |                 |          |           |          |           |          |           |          |